# Saint-Sauveur (Isère)
Pour les articles homonymes, voir Saint-Sauveur.
Saint-Sauveur est une commune française située dans le département de l'Isère en région Auvergne-Rhône-Alpes.
Positionnée dans partie occidentale du département de l'Isère, la commune est adhérente à la communauté de communes de Saint-Marcellin Vercors Isère Communauté, dont le siège est fixé dans la commune voisine de Saint-Marcellin.
Ses habitants sont appelés les  Saint Salvériens.

## Géographie

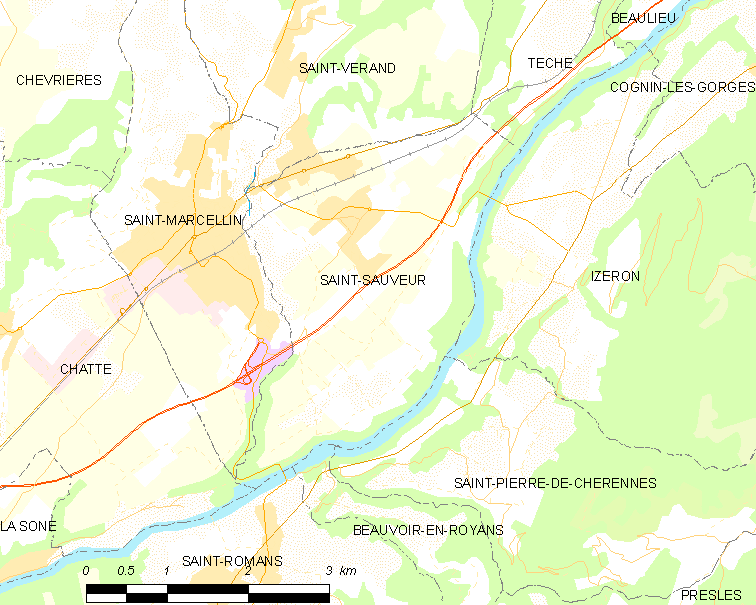
Plan de Saint-Sauveur et de ses communes limitrophes

### Situation et description
La commune de Saint-Sauveur est située dans la vallée de l'Isère plus connue sous l'appellation de Sud-Grésivaudan, dans la partie occidentale du département de l'Isère en région Auvergne-Rhône-Alpes.

### Climat
Pour des articles plus généraux, voir Climat d'Auvergne-Rhône-Alpes et Climat de l'Isère.
En 2010, le climat de la commune est de type climat océanique altéré, selon une étude du Centre national de la recherche scientifique s'appuyant sur une série de données couvrant la période 1971-2000. En 2020, Météo-France publie une typologie des climats de la France métropolitaine dans laquelle la commune est exposée à un climat de montagne ou de marges de montagne et est dans la région climatique Alpes du nord, caractérisée par une pluviométrie annuelle de 1 200 à 1 500 mm, irrégulièrement répartie en été.
Pour la période 1971-2000, la température annuelle moyenne est de 12,2 °C, avec une amplitude thermique annuelle de 17,6 °C. Le cumul annuel moyen de précipitations est de 1 000 mm, avec 8,9 jours de précipitations en janvier et 6,3 jours en juillet. Pour la période 1991-2020, la température moyenne annuelle observée sur la station météorologique de Météo-France la plus proche, « Chatte_sapc », sur la commune de Chatte à 5 km à vol d'oiseau, est de 12,0 °C et le cumul annuel moyen de précipitations est de 967,8 mm,. Pour l'avenir, les paramètres climatiques de la commune estimés pour 2050 selon différents scénarios d'émission de gaz à effet de serre sont consultables sur un site dédié publié par Météo-France en novembre 2022.

### Hydrographie
Situé dans la plaine alluvionnaire de l'Isère, le territoire Salvérien est bordée par ce principal affluent du Rhône. D'une longueur de 286 km, la rivière bord la partie méridionale du territoire.
La commune est également bordée dans sa partie occidentale par un affluent de l'Isère, la Cumane, petite rivière issue du Plateau de Chambaran qui la sépare de la commune voisine de Saint-Marcellin.

### Voies de communication
La commune de Saint-Sauveur est traversée par deux voies de circulation à vocation nationale :
La route départementale 1092 (RD 1092) dénommée ainsi entre Romans et Voiron se dénommait avant son déclassement en route nationale 92. Cette ancienne route reliait Genève à Valence jusqu'en 1974 et traverse le bourg de Vinay du nord-ouest vers le sud-est.
L’autoroute A 49 qui traverse le territoire de la commune est une voie routière à grande circulation, qui relie Romans (Valence) à Grenoble. Elle a été mise en service définitivement en 1992.
Pour se rendre à Saint-Sauveur, il faut emprunter la sortie « Saint-Marcellin » au-delà de la barrière de péage de Chatuzange-le-Goubet dans le sens Valence-Grenoble et au-delà de la barrière de péage de Voreppe dans le sens Grenoble-Valence, puis emprunter la RD1092.
- 9 Saint-Marcellin (Isère) : Saint-Marcellin, Pont-en-Royans

Il existe également une autre route à vocation locale :
- La route départementale 32 (RD32) permet de relier Saint-Sauveur à la RD1532 sur le territoire de la commune d'Izeron (hameau de Chagneux).

### Transport
La gare ferroviaire la plus proche est la gare de Saint-Marcellin, commune limitrophe de Saint-Sauveur, laquelle est desservie par les trains TER Auvergne-Rhône-Alpes, en provenance de Valence-Ville et à destination de Genève-Cornavin, de Grenoble et de Chambéry-Challes-les-Eaux.
La commune est également desservie par les autocars du réseau interurbain de l'Isère, plus connu sous l'appellation Transisère :

Ligne MAR09 Izeron → Saint-Pierre-Saint-Sauveur → Saint-Marcellin.

## Urbanisme

### Typologie
Au 1er janvier 2024, Saint-Sauveur est catégorisée petite ville, selon la nouvelle grille communale de densité à sept niveaux définie par l'Insee en 2022.
Elle appartient à l'unité urbaine de Saint-Marcellin, une agglomération intra-départementale regroupant huit  communes, dont elle est une commune de la banlieue,,. Par ailleurs la commune fait partie de l'aire d'attraction de Saint-Marcellin, dont elle est une commune du pôle principal,. Cette aire, qui regroupe 17 communes, est catégorisée dans les aires de moins de 50 000 habitants,.

### Occupation des sols
L'occupation des sols de la commune, telle qu'elle ressort de la base de données européenne d’occupation biophysique des sols Corine Land Cover (CLC), est marquée par l'importance des territoires agricoles (72,6 % en 2018), en diminution par rapport à 1990 (78,1 %). La répartition détaillée en 2018 est la suivante : 
zones agricoles hétérogènes (36,8 %), terres arables (35,8 %), forêts (11,9 %), zones urbanisées (11 %), eaux continentales (4,5 %). L'évolution de l’occupation des sols de la commune et de ses infrastructures peut être observée sur les différentes représentations cartographiques du territoire : la carte de Cassini (XVIIIe siècle), la carte d'état-major (1820-1866) et les cartes ou photos aériennes de l'IGN pour la période actuelle (1950 à aujourd'hui).

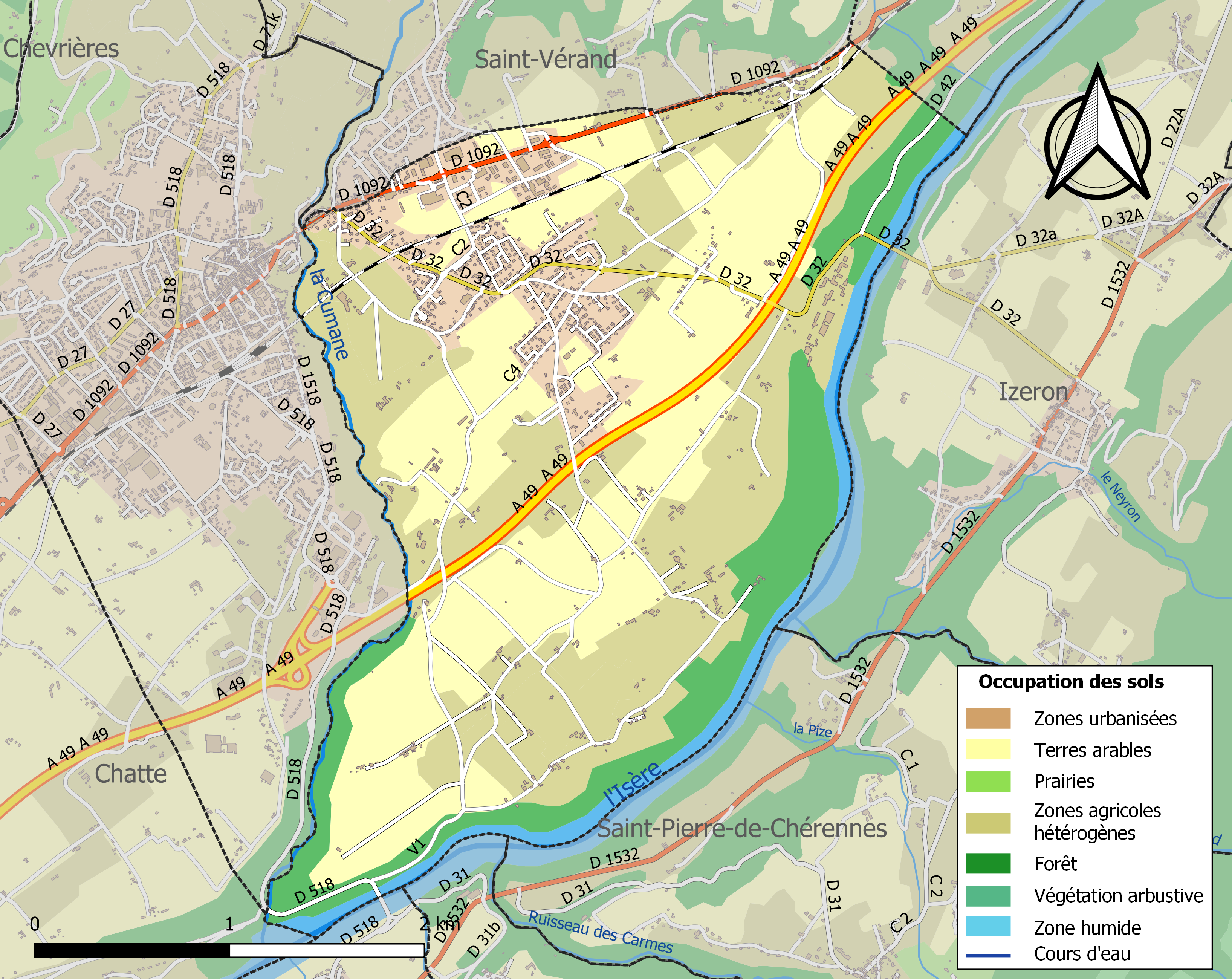
Carte des infrastructures et de l'occupation des sols de la commune en 2018 (CLC).

### Risques sismiques
La totalité du territoire de la commune de Saint-Sauveur est situé en zone de sismicité no 4 (sur une échelle de 1 à 5), en limite de la zone no 3 qui se situe à l'ouest du territoire de la commune voisine Saint-Marcellin et qui concerne la partie occidentale du département de l'Isère.
| Type de zone | Niveau            | Définitions (bâtiment à risque normal) |
| ------------ | ----------------- | -------------------------------------- |
| Zone 4       | Sismicité moyenne | accélération = 1,6 m/s2                |

## Toponymie
Le nom de la localité provient d'une des nombreuses locutions qui désigne Jésus-Christ.

## Politique et administration

### Administration municipale
Le conseil municipal de Saint-Sauveur compte  dix-neuf membres (dix hommes et neuf femmes) dont un maire, cinq adjoints au maire et treize conseillers municipaux (dont quatre siégeant dans l'opposition).

### Liste des maires
| Période                                  | Période   | Identité             | Étiquette | Qualité                    |
| ---------------------------------------- | --------- | -------------------- | --------- | -------------------------- |
| 1986                                     | mai 2011  | Michel Villard       |           |                            |
| mai 2011                                 | mars 2014 | Stéphane Guilhermet  |           |                            |
| mars 2014                                | mai 2020  | Michel Gentit        | SE        | Retraité fonction publique |
| mai 2020                                 | En cours  | Marie-Jeanne Dabadie |           |                            |
| Les données manquantes sont à compléter. |           |                      |           |                            |

## Population et société

### Démographie
L'évolution du nombre d'habitants est connue à travers les recensements de la population effectués dans la commune depuis 1793. Pour les communes de moins de 10 000 habitants, une enquête de recensement portant sur toute la population est réalisée tous les cinq ans, les populations de référence des années intermédiaires étant quant à elles estimées par interpolation ou extrapolation. Pour la commune, le premier recensement exhaustif entrant dans le cadre du nouveau dispositif a été réalisé en 2005.

En 2022, la commune comptait 2 108 habitants, en évolution de +0,81 % par rapport à 2016 (Isère : +3,07 %, France hors Mayotte : +2,11 %).
| 1793 | 1800 | 1806 | 1821 | 1831 | 1836 | 1841 | 1846 | 1851 |
| ---- | ---- | ---- | ---- | ---- | ---- | ---- | ---- | ---- |
| 510  | 507  | 550  | 666  | 695  | 754  | 714  | 757  | 758  |

| 1856 | 1861 | 1866 | 1872 | 1876 | 1881 | 1886 | 1891 | 1896 |
| ---- | ---- | ---- | ---- | ---- | ---- | ---- | ---- | ---- |
| 774  | 733  | 704  | 656  | 640  | 672  | 827  | 887  | 893  |

| 1901 | 1906 | 1911 | 1921 | 1926 | 1931 | 1936 | 1946 | 1954  |
| ---- | ---- | ---- | ---- | ---- | ---- | ---- | ---- | ----- |
| 915  | 888  | 874  | 894  | 923  | 881  | 949  | 827  | 1 034 |

| 1962  | 1968  | 1975  | 1982  | 1990  | 1999  | 2005  | 2006  | 2010  |
| ----- | ----- | ----- | ----- | ----- | ----- | ----- | ----- | ----- |
| 1 083 | 1 259 | 1 426 | 1 415 | 1 481 | 1 676 | 1 833 | 1 858 | 1 927 |

| 2015  | 2020  | 2022  | - | - | - | - | - | - |
| ----- | ----- | ----- | - | - | - | - | - | - |
| 2 100 | 2 111 | 2 108 | - | - | - | - | - | - |

### Enseignement
Rattachée à l'académie de Grenoble, la commune de Saint-Sauveur compte une école maternelle et élémentaire. Celle-ci, située dans le bourg présentait un effectif de 163 élèves à la rentrée scolaire 2019/2020.

### Équipements sanitaire et social
- L'EHPAD le Perron Saint-Sauveur de 192 places pour les personnes âgées dépendantes et 22 lits pour les personnes souffrant de la maladie d'Alzheimer ou de maladies apparentées[23].
- La Résidence le Perron est un foyer de vie pour adultes handicapés situé sur le même site.

### Médias
Historiquement, le quotidien à grand tirage Le Dauphiné libéré consacre, chaque jour, y compris le dimanche, dans son édition du Sud Grésivaudan, un ou plusieurs articles à l'actualité de la communauté de communes, du canton et quelquefois de la commune, ainsi que des informations sur les éventuelles manifestations locales, les travaux routiers, et autres événements divers à caractère local.
Ici Isère est la radio publique qui émet sur son territoire ainsi que dans tout le département de l'Isère.

## Économie
La commune compte de nombreux sites industriels et commerciaux dont la majeure partie est implantée sur la zone industrielle de La Maladière.

## Culture et patrimoine

### Lieux et monuments
- Église de la Transfiguration de Saint-Sauveur

La maison forte du Coupier
Terre des Bérenger, prince du Royans, rattaché au mandement de Beauvoir, la maison forte restera propriété de la famille Coupier après que Raymond de Bérenger, seigneur de Pont en Royans eut cédé son château de Beauvoir au dauphin Guigue VII en 1251.
Par acte daté du 30 juin 1328, Gilet de Copier reçoit d'Henri de Bérenger, seigneur de Pont en Royans, une maison forte ainsi que la juridiction des terres sises à Saint-Sauveur. Ce domaine prendra par la suite le nom de son possesseur pour arriver jusqu'à nous sous l'appellation : Le Coupier (nom de lieu issu d'un nom de famille). Cette famille est déjà citée dès l'an 1242. Anne Dauphine, épouse d'Humbert 1er baron de la Tour du Pin avait inféodé en 1280 la maison forte de la Grange (actuel château de Saint-Romans) à Pierre, Hugues et Étienne de Copier.
Après la vente du Dauphiné à la France le 30 mars 1349, les possessions d'Humbert II deviennent propriété royale et Philippe VI de Valois installera à Beauvoir un châtelain.
Par lettre du 19 octobre 1448, le dauphin Louis II (futur roi Louis XI) fait don à Jean de Copier, sa vie durant, de la châtellenie et de la terre de Beauvoir. Jean de Copier, marié à Cécile de Bérenger.
Le Coupier va devenir, après la Révolution, propriété de la famille de Saint Romans. Quatre familles se partagent aujourd'hui cette très ancienne demeure.

### Héraldique
|  | Saint-Sauveur (Isère) possède des armoiries dont l'origine et le blasonnement exact ne sont pas disponibles. |